# لي روجرز (اختصاصي الأقدام)
لي روجرز (بالإنجليزية: Lee Rogers)‏ هو اختصاصي الأقدام أمريكي، ولد في 27 فبراير 1978 في إلجين في الولايات المتحدة.